# Stratosfear
Stratosfear — седьмой студийный альбом немецкой группы электронной музыки Tangerine Dream, выпущенный в 1976 году на лейбле Virgin Records.
Это последний студийный альбом, записанный классическим трио Tangerine Dream в составе Фрёзе, Франке и Баумана.

## Характеристика
По мнению обозревателя сайта AllMusic, альбом показал «стремление группы выйти за рамки своего последнего звёздного материала и наметить новое музыкальное направление, в то время как другие все ещё пытались вступить в борьбу с их предыдущими альбомами Phaedra и Rubycon».
Он также обозначил развитие группы от бескомпромиссных синтезаторных экспериментов начала 1970-х годов к мелодичному звуку, которое было продолжено в следующем студийном альбоме Force Majeure.
Tangerine Dream удивил слушателей использованием акустических инструментов, плотно вплетенных в уже привычное синтезаторно-секвенсорное музыкальное полотно. К обычной батарее мугов, меллотронов и электронных клавишных инструментов в альбоме добавлены гитара (6- и 12-струнная), фортепиано, клавесин и губная гармоника. Акустические инструменты используются скорее для создания текстур и украшающих эффектов, чем для ведения самостоятельной мелодической линии. Усиление акустической составляющей музыки особенно заметно в финале последнего трека «Invisible Limits», в котором возникает романтическая тема, исполненная дуэтом фортепиано и флейты.
С другой стороны, Петер Бауман использовал новый электронный ритм-компьютер, придавший ударным партиям очень сухое и точное завершение.
Заглавный трек «Stratosfear» много лет входил в концертную программу группы и несколько раз издавался в переработанных версиях в других альбомах, а основной тембр синтезатора «Stratosfear» придал треку специфическую атмосферу, несколько схожую с альбомами Pink Floyd того времени.
Альбом поднялся на 39-е место в британском чарте и продержался там 4 недели, позднее получив статус серебряного альбома.

## Список композиций
| №  | Название                           | Длительность |
| -- | ---------------------------------- | ------------ |
| 1. | «Stratosfear»                      | 10:04        |
| 2. | «The Big Sleep in Search of Hades» | 4:45         |

| №  | Название                                            | Длительность |
| -- | --------------------------------------------------- | ------------ |
| 1. | «3 A.M. at the Border of the Marsh from Okefenokee» | 8:10         |
| 2. | «Invisible Limits»                                  | 11:40        |

## Состав музыкантов
- Кристофер Франке — синтезатор Муга, синтезатор Биротрон, орган, перкуссия, клавесин
- Эдгар Фрёзе — синтезатор Муга, меллотрон, гитары, 12-струнная гитара, фортепиано, бас-гитара, губная гармоника
- Петер Бауман — синтезатор Муга, меллотрон, электронный ритм-компьютер, электрическое фортепиано Фендер

## Позиции в хит-парадах и сертификации
| Хит-парад (1976—1977)            | Высшая позиция | Пребывание в чарте |
| -------------------------------- | -------------- | ------------------ |
| Великобритания (UK Albums Chart) | 39             | 4 недели           |
| США (Billboard Top LP’s & Tape)  | 158            | 7 недель           |

| Регион | Сертификация | Продажи |
| --- | ------------ | ------- |
| Великобритания (BPI) | Серебряный   | 60 000^ |
| * Данные о продажах приведены только на основе сертификации. ^ Данные о тиражах приведены только на основе сертификации. |              |         |